# Радоловка
Радоловка (на украински: Радолівка, на руски: Радоловка) е село в Украйна, разположено в Приморски район, Запорожка област. През 2001 година населението му е 407 души.